# Guillem Nadal Blanes
Guillem Nadal Blanes (Palma, 1911 – Zúric, 1976) fou un diplomàtic i poeta mallorquí.

## Biografia
Estudià el batxillerat al col·legi La Salle de Palma i s'examinà a l'Institut en la promoció 1921-1927. Foren condeixebles seus Gabriel Alomar Esteve i Ramon Rotger Moner, entre d'altres. Va estudiar dret i filosofia i lletres a Madrid. El 1933 ingressà a la carrera diplomàtica. Ocupà càrrecs a Berna, Londres, Bonn (1953-1958) i Madrid, abans de ser nomenat cònsol general a Puerto Rico el 1964. Després fou ministre conseller de l'ambaixada de Nova Delhi (1965-1974) i, finalment, ambaixador a Turquia (1975-1976). Fou soci fundador de l'Obra Cultural Balear i membre de la Maioricensis Schola Lullistica.És autor de diverses obres poètiques. Versos seus aparegueren el 1936 a l'Almanac de les Lletres i a La Nostra Terra. A la dècada dels cinquanta, coincidint amb la seva estada a Bonn, dugué a terme algunes traduccions de Rainer Maria Rilke i Thomas Mann, i un any abans de morir presentà per primera vegada al públic català una selecció de poemes de Gottfried Benn. Cal destacar igualment les seves traduccions de poesia russa, aparegudes a títol pòstum, que traslladaven també per primera vegada al català autors com Anna Akhmàtova i Aleksandr Blok, al costat de mostres de l'obra poètica de Puixkin, Lermontov, Tolstoi o Maiakovski. Altres versions de poesia que deixà inèdites –concretament, de Karl Krolow, Christine Busta i Rudolf Hagelstange– foren recollides per Feliu Formosa en l'antologia Poesia alemanya contemporània (1990). Morí als 65 anys durant un viatge d'Ankara a Mallorca, on tenia la seva residència habitual (Son Comparet, Son Servera, Mallorca).

## Traduccions
- RILKE, Rainer Maria. La cançó de l'amor i de la mort del corneta Cristòfol Rilke. València: Torre, 1953
- MANN, Thomas. Tonio Kröger. Palma: Moll, [1956].
- RILKE, Rainer Maria. Les coses en els “Sonets a Orfeu”. Ciutat de Mallorca: La Font de les Tortugues, 1957.
- BENN, Gottfried. Poemes. Barcelona: Edicions 62, 1975.
- NADAL, Guillem. Poetes russos (Antologia). Palma: Moll, 1981.
- BLOK, Aleksandr. Els dotze i altres poemes. Sant Boi de Llobregat: Edicions del Mall, 1986.

## Reconeixements
Té una entrada a la GEM i una altra a la GEC. El 2006, amb motiu del 30è aniversari de la seva mort, l'Editorial Moll li dedicà un llibre d'homenatge. El 15 d'abril del 2011 la Universitat de les Illes Balears i la llibreria Ágora li dediquen un acte d'homenatge en el que intervengueren Damià Pons, Gerard Adrover, Joan Manel López Nadal i Gonçal López Nadal. El desembre del 2011 l'OCB de Manacor li dedica una conferència a càrrec de Gonçal López Nadal amb motiu del centenari del seu naixement.